# Техніка в Україні
Техніка в Україні
Розвиток техніки у сучасному розумінні (він пов'язаний з появою машин і з механізацією виробничих процесів) почався в Україні з кін. 18 ст. Насамперед розвинулася в Україні техніка текстильної мануфактури (у тому числі й техніка канатного та прядильного виробництва) і досить рано техніка варення салітри і мила та виробу свічок. Дещо пізніше (насамперед на Волині) почала розвиватися техніка сталеварення, кришталевого, скляного, порцелянового та фаянсового виробництва. У 19 ст. у зв'язку з відкриттям та освоєнням покладів залізної руди і вугілля та з побудовою залізниць почався період промислового капіталізму, а механізація і техніка почали відігравати дедалі більшу роль. Почалася будова значної кількості машинобудівних підприємств.
У Рос. Імперії машинобудування було слабо розвинене і майже всі складні машини ввозилися з-за кордону. Так було й в Україні. І тут складніші машини почали будувати чужинці. До піонерів техніки з українців у 19 ст. належать Д. Кандиба, Я. Козловський, І. Васильків. До ділянок техніки, які досягли в Україні вищого рівня, треба зарахувати передусім техніка будови шляхів і мостів (серед ін. ланцюговий міст через Дніпро, побудований 1847–1853 за проектом Е. Віньєля, високий луковий залізничний міст і тунель біля Яремча в Карпатах, збудований 1898–1902 за Проектом Бізанца, Матакевича та ін.). Залізниць, регулювання течії рік, будову електростанцій у Києві (1890) й у Харкові (1897), техніка міського транспорту (трамвай), використання природного газу в комунальному господарстві, техніка видобутку і рафінації нафти. Найбільше зробили тут професори та інженери, випускники Львівської Політехніки (заснованої 1845), а згодом Харківського (з 1883) і Київського (з 1898) Політехнічних Інститутів.

## Від першої світової
Перша світова війна, революція та перші роки радянської влади загальмували розвиток техніки в Україні. Зацікавлення технікою помітне щойно в роки п'ятирічок, зокрема другої. Тоді в Україні швидко розвивалася Т. виробництва електроенергії (Дніпрельстан — 1927–1932, Штерівська ДРЕС — 1926, Зуївська ДРЕС — 1930 тощо), гірнича Т., металургія, важке машинобудування; рівень цієї Т. був досить високий на кін. 1930-х pp. Проте Т. ін. важливих секторів (хімія, точне машинобудування, а навіть будівництво шляхів) помітно відставала від рівня зах. країн. На укр. землях під поль. і рум. окупацією розвиток Т. не дорівнював темпам розвитку періоду Австро-Угорщини, бувши далі на рівні 1914; краще стояло Закарпаття, де чес. влада дбала про будову шляхів, комунального господарства тощо.

## Від другої світової
По другій світовій війні довоєнний рівня Т. досягнуто лише у 1951–1955 pp., а з 1955 р. почався приспішений процес розвитку Т., зокрема з 1965 р. (це видно серед ін. з значного збільшення технічної літератури). У 2-й пол. 1960-х та у 1970-х pp., під впливом процесів посиленої технізації, механізації та автоматизації всіх ділянок життя у світі, в СРСР і в Україні значно розвинулися нові, модерні ділянки техніки. Гол. з них: а) нуклеарна (ядерна) Т., представлена не лише новими надпотужними атомовими електростанціями, але й ін. важливими секторами (Т. мічених атомів, біотехніка та медицина, стерилізація харч. продуктів, Т. ядерних прискорювачів, нуклеарна астрономія тощо); б) електроніка, особливо електроніка коротких і дуже коротких (міліметрового й субміліметрового діяпазону) електромагнітних хвиль; сюди належать також Т. таких пристроїв, як клістрони, радар, Доплерівська Т., устаткування модерного радіозв'язку та телебачення, військ. застосування (апаратура спостереження, підслуховування закордонних пересилань); в) Т. космічної комунікації, зокрема комунікації за допомогою геостаціонарних космічних супутників (сателітів): відомі відповідні споруди, побудовані насамперед у Криму та в зах. обл; г) аеронавтика та астронавтика: будування літаків, конструювання, будування та запускання на орбіту ракет і космічних кораблів; пов'язана з цим Т. керування польотами літаючих апаратів з наземних станцій; ґ) Т. опрацювання одержаної цими літаючими апаратами інформації за допомогою надзвичайно складних обсерваційних інструментів усіх типів (оптичних, інфрачервоних, акустичних, радарних); д) обчислювальна Т., побудова електронних обчислювальних машин (ЕОМ — компюторів). Тепер розробляють в Україні ЕОМ третьої та четвертої генерації (інтегральні кільця, гідродинамічні, флюїдичні та пневматичні елементи пам'яті на магнітних піхурцях). З цією ділянкою пов'язана кібернетична Т. автоматичного, оптимального контролю, що вводиться тепер в Україні в системи комплексної автоматизації управління різних техн. процесів, в адміністративні та екон. схеми, а навіть у схеми суспільного та соціо-психологічного сектора; е) за останні роки опановано у широкому діяпазоні найновішу Т. гарячої плазми (т. зв. четвертого стану матерії), лазерну Т. (когерентна оптика та квантова електроніка), Т. термоядерної контрольованої синтези та Т. концентрованих пучків частин високої енергії, передаваних на великі відстані. Проте деякі сектори модерної Т. відсутні в Україні: Т. атомних реакторів, телескопів та обладнання астрономічних обсерваторій, Т. кольорової металургії, бойова Т. (інтерконтинентальні балістичні ракети, протиповітряна і протитанкова зброя і т. д.); ці ділянки Т. розвиваються лише в Росії.
Поряд з цими досягненнями Т., в Україні далі розвивалися сектори традиційної та конвенційної Т.: металургія модерних суперстопів (молібденових, титанієвих, ніобієвих й ін.), порошкова металургія, Т. доменного виробництва, хім. технологія. Проте деякі сектори Т., через не завжди правильне встановлення пріоритетів капіталовкладень, відстають від рівня зах. розвинених країн: Т. пластмас, синтетичних матеріалів, автобудування, нафтопереробка та петрохімія, заг. будівництво (зокрема будівництво цивільного та муніципального сектора), Т. житлової культури (освітлення, охолодження та огрівання помешкань і службових приміщень), будівництво шляхів (автостради), Т. друку, особливо кольорового. Незадовільно поставлена в Україні справа типізації та стандартизації машин і вузлів машин.
В історії 19 та 20 ст. було в Україні багато видатних діячів техніки, новаторів інженерного будівництва і винахідників. На окрему згадку заслуговують: О. Засядько (військова техніка), О. Бородин (залізниці), Г. Чечет, К. Яковчук, Г. Терещенко, Ф. Андерс (раннє літакобудування), М. Клобуков, П. Алексіїв, М Соколов (хімія), М. П'ятницький, І. Киреєнко, М. Тульє, А. Курилло, В. Левицький, В. Леонтович (залізобетонні споруди), М. Яцук, С. Усатий, Д. Рожанський, (радіотелетехніка), І. Лукасевич (нафтопереробка), Й. Тимченко, А. Федецький (кінотехніка) та ін.

## 1950-ті—1970-ті
За новіших часів (друга і третя чверті 20 століття) до визначних вчених сектора техніки належать конструктори і технологи: в ділянці технічної механіки — В. Будник, М. Яненко, Е. Григолюк, В. Кононенко, Микола Кільчевський; у матеріалознавстві — С. Серенсен, Г. Самсонов, А. Федорченко; у техніці ядерних реакторів — К. Синельников, О. Лейпунський, А. Вальтер, М. Пасічник, А. Ситенко; у конструюванні комп'ютерів — В. Глушков, Г. Пухов, В. Рвачев; у ділянці голографії та автоматичної обробки інформації — Ю. Денисюк, І. Ляшко; у радарній техніці — В. Шестопалов; у техніці зварювання — Є. Патон, Б. Патон, К. Хрєнов, І. Трочун; у будівництві електростанцій — М. Клименко, В. Шанін, Е. Корнієнко, В. Патиченко. Особливих успіхів домоглися конструктори літаків і космічних кораблів; у ділянці літакобудування — В. Яценко, О. Березняк, К. Калінін, Д. Григорович, О. Антонов, Л. Горощенко, В. Андрієвський, В. Степанченко, С. Лелюшенко, Г. Рильський, І. Радченко, С. Скрипченко, Г. Лагосюк, Ж. Черненко; у ділянці авіаційних двигунів — А. Люлька, О. Івченко, І. Швець, Г. Третяченко, Л. Кравчук, Р. Куріят, А.Волощенко, Г. Кузьмак, В. Олешко; у ракетобудуванні та космічній технології — С. Корольов, М. Янґель, В. Глушко, В. Челомей, В. Ковтуненко, В. Писаренко, І. Пенцак, М. Лукашевич, А. Коваль, А. Коваленко і багато ін. Чимало із згаданих конструкторів і учених працювали в Росії.

## Техніка в еміграції
Значна кількість українців має видатні успіхи поза межами України, зокрема у США та Канаді. Заслуговують на згадку: І. Фещенко-Чопівський, В. Мацків (металурґія), Іван Шовгенів (вітряна енергія), Є. Радзимовський (зубчаті передачі), М. Пелехач, І. Чупрун, І. Петренко, М. Яримович (літакобудування), А. Шумовський (техніка зварювання), П. Никифорук (кібернетика), Т. Беличко (опір матеріалів), Й. Харик (космічна Т.), О. Смакула (оптика), Н. Сендецький (композитні матеріали), І. Шевчун (застосування напівпровідників), Е. Бабин (оборонна техніка), В. Васильківський (радіотехніка), М. Борецький (економіка промисловості), Б. Гаврилишин (організація виробництва). Світової слави вченими-техніками є: С. Тимошенко (міцність матеріалів), Ю. Кістяковський (хімія вибухових речовин) та Н. Голоняк (винахідник лазера).

## Головні досягнення сучасної техніки в Україні
- 1927 — будівництво Дніпрельстану.
- 1932 — перше в СРСР розщеплення атому в Харківському Фіз.-Хім.-Мат. Інституті.
- 1934 — перше в СРСР одержання важкої води.
- 1937 — введення в дію першого в СРСР електростатичного генератора на 2,5 Мв.
- 1950–1955 — створення першого в СРСР лінійного прискорювача заряджених частин на 20 мев та прискорювача електронів на 30 мЕв.
- 1962–1965 — Створення перших в СРСР ЕОМ (комп'ютерів) та подальше їх удосконалення. Створення нових генерацій турбо-пропелерних літаків (Ан-22 «Антей», Ан-36) та освоєння виробництва реактивних літаків великої швидкості.
- 1967 — введення в дію на електростанціях України енергоблоків потужністю на 800 000 кВт кожний (перший агрегат на Слов'янській ДРЕС).

Друга половина 1960-х pp. — 1970-ті pp. — Вивчення принципів контрольованого ядерного синтезу як джерела енергії в майбутньому.
- 1974 — дослідження метод пром. виробництва в умовах космосу. Спуск на воду першого в СССР авіаносця («Київ»).
- 1975–1976 — побудова доменних печей об'ємом до 5 000 м³ (Кривий Ріг).
- Яскравим прикладом ефективних інновацій, впроваджених у виробництво, є радіотехнічні засоби стратегічної розвідки нового покоління «Кольчуга», представлена Донецьким національним технічним університетом (2004). Функціональні можливості комплексу «Кольчуга» і сьогодні перевершують наявні в світі зразки техніки такого призначення.

Варто згадати й розроблену науковцями Інституту електродинаміки НАН України і співробітниками ЗАТ "Завод «Південкабель» технологію промислового виробництва силової високовольтної кабельно-провідникової продукції (2008, Харків), що дає змогу збільшити в 1,5 разу порівняно з її імпортними аналогами стійкість до режимних і аварійних електричних перевантажень.
На основі оригінальних матеріалознавчих та інженерно-технологічних розробок вчені Науково-технологічного комплексу «Інститут монокристалів» НАН України заснували єдине в Україні високотехнологічне сертифіковане виробництво напівпровідникових кристалічних матеріалів (2007), функціональні можливості яких дозволяють державі отримати щорічно понад $2 млн від продажу наукоємної продукції на світовому ринку.
Серед інновацій варто відзначити розробки, що є справжньою візиткою сучасної України, а саме: триступеневу ракету-носій «Зеніт-3SL» за програмою «Морський старт» КБ «Південне» та ВО «Південний машинобудівний завод» (Дніпропетровськ); парові турбіни нового покоління потужністю 325 МВт КБ і ВО «Турбоатом» (Харків); бойовий танк «Оплот» КБ ім. О. О. Морозова і ВО «Завод ім. Малишева» (Харків), премійовані 2009 році.